# 정다운도서관
정다운도서관은 서울특별시 강남구에 있는 도서관이다.

## 연혁
- 2004.10.01 개관

## 이용 안내
이용 시간
- 자료실: 09:00~22:00 (월,수~금) / 09:00~17:00 (토,일)
- ※열람실 따로 없음

휴관일
- 매주 화요일
- 일요일을 제외한 법정공휴일